# NRK Hedmark og Oppland
NRK Hedmark og Oppland — норвежский региональный телевизионный канал Норвежской вещательной корпорации, вещающий на территории норвежских губерний Хедмарк и Оппланн. Центр вещания — Лиллехаммер. В зону вещания входят города Хамар, Эльверум, Конгсвингер, Эльго, Фагернес, Гран и Йёвик (со своими телецентрами).